# Großohrhüpfmaus
Die Großohrhüpfmaus (Notomys macrotis) ist ein ausgestorbenes Nagetier aus der Gattung der Australischen Hüpfmäuse (Notomys). Die Aborigines nannten sie noompa.

## Beschreibung
Dieser Nager erreichte eine Kopf-Rumpflänge von 118 mm. Die Schwanzlänge betrug ungefähr 140 mm. Die Länge der Hinterbeine war ungefähr 40 mm und die Ohrenlänge 26 mm. Das Gewicht betrug etwa 55 g. Die Art sah der Rehbraunen Australischen Hüpfmaus (Notomys cervinus) sehr ähnlich, hatte jedoch größere Hinterfüße und erinnerte deshalb an ein kleines Känguru. Der Rücken war graubraun und die Unterseite weiß.

## Verbreitung
Der einzige bekannte Lebensraum war die Umgebung des Moore Rivers in West-Australien. Sie bewohnte Sanddünen, Heidelandschaften, Wiesen sowie lichte Wälder.

## Aussterben
Die Großohrhüpfmaus ist nur durch zwei ausgestopfte Exemplare bekannt, die heute stark beschädigt sind. Sie befinden sich im Natural History Museum in London. Eines dieser Tiere wurde im Juli 1843 von dem britischen Naturforscher John Gilbert gefangen, der zu der Zeit für John Gould arbeitete und 1845 während einer Expedition von Aborigines getötet wurde. Die genauen Gründe für das Aussterben der Großohrhüpfmaus bleiben bis heute unklar. Als Hauptursachen sind vermutlich, wie bei vielen Hüpfmausarten, die in Australien ausgestorben sind, die fortschreitende Landwirtschaft sowie die Verfolgung durch eingeführte Säugetiere wie Füchse und verwilderte Hauskatzen, anzusehen.